# The Acclaimed
Palmarès
1 fois champions du monde par équipe de la AEW
1 fois champions du monde Trios de la AEW (actuels)
The Acclaimed est un clan de catcheurs Face, composé d'Anthony Bowens, de Max Caster  et de Billy Gunn. Le trio travaille actuellement à la All Elite Wrestling.

## Histoire du groupe

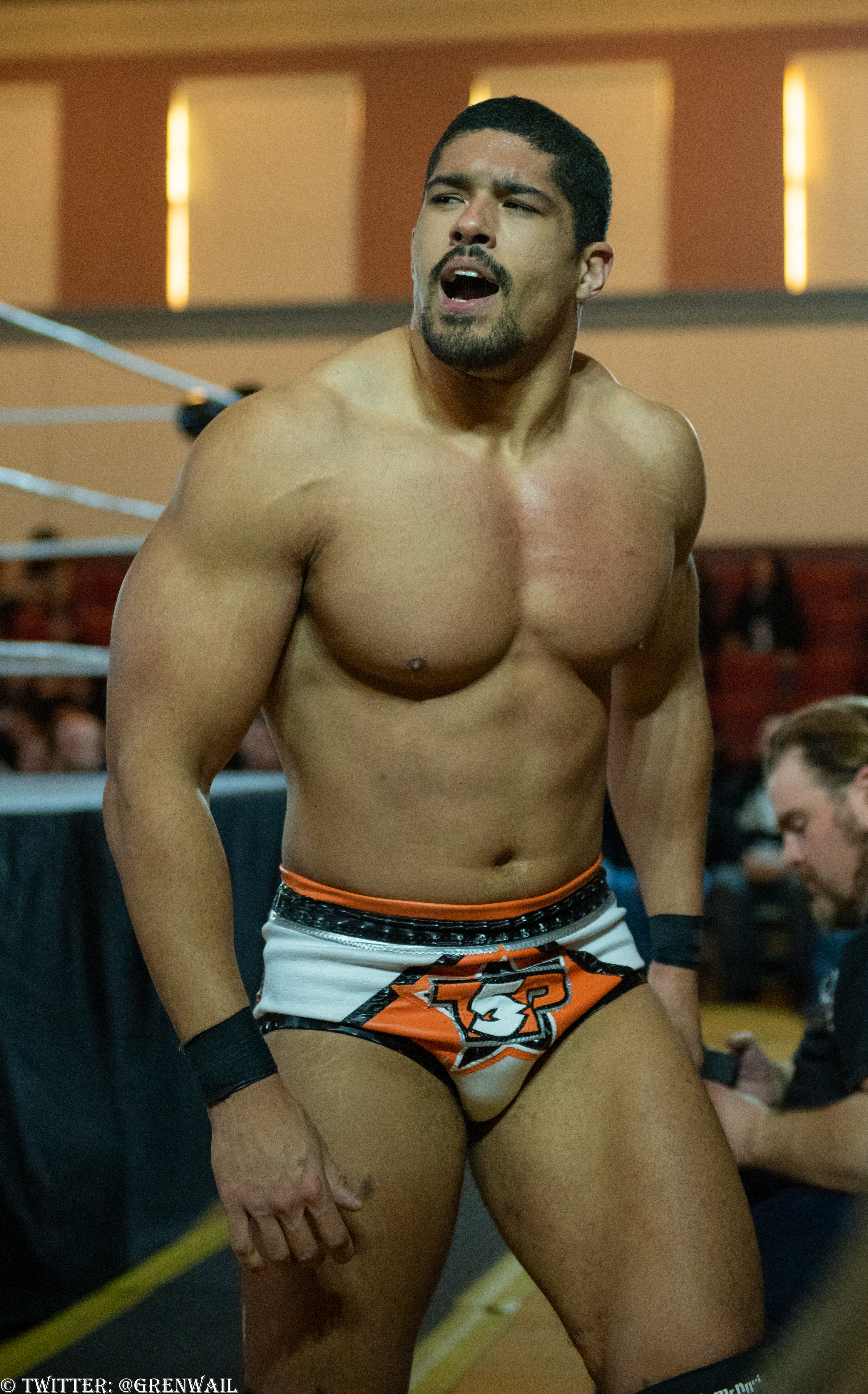
Anthony Bowens, mars 2020.

### All Elite Wrestling (2020-...)

#### Débuts, arrivée de Billy Gunn, champions du monde par équipes et Trios (2020-2024)
Le 27 octobre 2020 à AEW Dark, ils font leurs débuts à la All Elite Wrestling en tant que Heel, disputent leur premier match, mais perdent face aux Best Friends (Chuck Taylor et Trent). Le 16 décembre à Dynamite, ils font leurs débuts dans un show télévisé, disputent leur premier match et battent SCU (Christopher Daniels et Frankie Kazarian)[réf. nécessaire].
Le 7 mars 2021 à Revolution, Max Caster ne remporte pas l'anneau, battu par Scorpio Sky dans un Face of the Revolution Ladder match.
Le 30 mai à Double or Nothing, ils ne remportent pas la 21-Man Casino Battle Royal, gagnée par Jungle Boy.
Le 7 février 2022 à AEW Dark, ils forment officiellement une alliance avec le Gunn Club (Billy Gunn, Austin Gunn et Colten Gunn) et ensemble, les deux derniers et eux battent Lee Johnson, Brock Anderson, Lee Moriarty et Matt Sydal dans un 8-Man Tag Team match.
Le 25 mai, Anthony Bowens souffre d'une blessure au genou et va devoir s'absenter pendant un mois. Le 26 juin lors du pré-show à Forbidden Door, Max Caster et le Gunn Club battent Yuya Uemura, Alex Coughlin, The DKC et Kevin Knight dans un 8-Man Tag Team match. Trois soirs plus tard à Dynamite: Blood & Guts, Max Caster et les frères Gunn perdent face à Danhausen et FTR (Cash Wheeler et Dax Harwood) dans un Trios match. Après le combat, Anthony Bowens n'est plus blessé, car sa chaise roulante est cassée par l'équipe adverse, mais les frères Gunn partent sans leur père qui a poussé son fils aîné.
La semaine suivante à Dynamite, les frères Gunn et eux battent Leon Ruff, Fuego Del Sol, Bear Boulder et Bear Bronson dans un 8-Man Tag Team match. Après le match, mécontents du résultat, ils effectuent un Face Turn, car leurs propres partenaires les attaquent, tout comme le père des deux premiers. Le 17 août à Dynamite, ils viennent en aide à Billy Gunn, avec qui ils s'allient officiellement en faisant les ciseaux avec lui. En effet, ce dernier effectue aussi un Face Turn, après que ses propres fils se soient retournés contre lui en rejoignant The Firm de Stokely Hathaway. Le 4 septembre à All Out, ils ne remportent pas les titres mondiaux par équipe de la AEW, battus par Swerve in Our Glory (Keith Lee et Swerve Strickland). Le 21 septembre à Dynamite: Grand Slam, ils deviennent les nouveaux champions du monde par équipe de la AEW en prenant leur revanche sur leurs mêmes adversaires, remportant les titres pour la première fois de leurs carrières[réf. nécessaire].
Le 7 novembre à Full Gear, ils conservent leurs titres en rebattant leurs mêmes opposants.
Le 8 février 2023 à Dynamite, ils ne conservent pas leurs ceintures, battus par les Gunns de manière controversée. Le 5 mars à Revolution, ils ne remportent pas les ceintures, rebattus par leurs mêmes adversaires dans un Fatal 4-Way Tag Team match qui inclut également Jeff Jarrett et Jay Lethal, Orange Cassidy et Danhausen.
Le 28 mai à Double or Nothing, leur père adoptif et eux ne remportent pas les titres mondiaux Trios de la AEW, battus par House of Black (Malakai Black, Brody King et Buddy Matthews) dans un Trios match.
Le 27 août à All In, ils deviennent les nouveaux champions du monde Trios de la AEW en prenant leur revanche sur leurs mêmes adversaires dans la même stipulation, remportant les titres pour la première fois de leurs carrières.
Le 1er octobre lors du pré-show à WrestleDream, ils conservent leurs titres en battant TMDK (Shane Haste, Mikey Nicholls et Bad Dude Tito)[réf. nécessaire].
Le 20 janvier 2024 à Collision, ils s'allient officiellement avec Bullet Club Gold et forment un groupe appelé Bang Bang Scissor Gang. Le 3 mars à Revolution, le nouveau groupe bat Jeff Jarrett, Jay Lethal, Satnam Singh, Willie Mack et Private Party (Isiah Kassidy et Marq Quen) dans un 12-Man Tag Team match. Dix soirs plus tard à Dynamite: Big Business, après sa victoire sur Darby Allin. Jay White et les Gunns effectuent un Heel Turn, car ils attaquent et blessent ce dernier à la cheville jusqu'à leur arrivée, ce qui met fin au groupe.
Le 21 avril lors du pré-show à Dynasty, ils ne remportent pas les titres mondiaux par équipes de 3 de la ROH et ne conservent pas leurs ceintures, battus par leurs anciens partenaires dans un Trios Tag Team Winner Takes All match.

#### Diverses rivalités (2024-...)
Le 26 mai lors du pré-show à Double or Nothing, ils battent Gates of Agony (Brian Cage, Bishop Kaun et Toa Liona) dans un Trios match. Le 30 juin à Forbidden Door, Hiroshi Tanahashi et le duo de catcheurs perdent face à l'Elite (Kazuchika Okada et les Young Bucks) dans la même stipulation.
Le 25 août à All In, ils ne remportent pas les titres mondiaux par équipes, battus par les vices-présidents exécutifs dans un 3-Way match qui inclut également FTR (Cash Wheeler et Dax Harwood). Treize soirs plus tard lors du pré-show à All Out, ils battent The Iron Savages (Bear Boulder et Bulk Bronson).
Le 12 octobre lors du pré-show à WrestleDream, ils battent MxM Collection (Mansoor et Mason Madden). Le 23 novembre à Full Gear, ils ne remportent pas les ceintures mondiales par équipes, battus par Private Party (Zay et Quen) dans un 4-Way Tag Team match qui inclut également The Outrunners (Truth Magnum et Turbo Floyd) et Kings of the Black Throne (Malakai Black et Brody King)[réf. nécessaire].

## Palmarès
- All Elite Wrestling
  - 1 fois champions du monde par équipe de la AEW
  - 1 fois champions du monde Trios de la AEW